# ВК Пескара
ВК Пескара (итал. Water Polis Pescara) је био италијански ватерполо клуб из Пескаре.
Основан је 1930. године, 2000-их клуб је доживео велики пад, прво није успевао да избори учешће у европским куповима, да би у сезони 2004/05. испао из Серије А Италије. Наредне четири сезоне клуб се такмичио у другом рангу, да би се пред сезону 2009/10. повукао из свих такмичења..
Освојио је 3 лигашке титуле, 5 трофеја Купа Италије, Куп европских шампиона 1988, три пута Куп победника купова, једном ЛЕН Трофеј и два пута Суперкуп Европе.

## Трофеји

### Национални
- Серија А Италије: 3

1987, 1997, 1998.
- Куп Италије: 5

1985, 1986, 1989, 1992, 1998.

### Међународни
- Лига шампиона (Куп шампиона):

Освајач (1): 1988.
Финалиста (1): 1998.
- Куп Европе:

Освајач (1): 1996
Финалиста (1): 2000.
- Суперкуп Европе:

Освајач (2): 1988, 1993.
Финалиста (2): 1990, 1994.
- Куп победника купова:

Освајач (3): 1990, 1993, 1994
Финалиста (1): 1995.

### Млађе категорије
- Првенство Италије Б до 20 година: 1

1984.
- Првенство Италије до 17 година: 1

1979.
Текст индекса== Референце ==
1. ↑  Chiude Water Polis. Pescara, pallanuoto addio Архивирано на веб-сајту  (3. јануар 2010), Waterpoloweb.com, 5. 12. 2009.